# Trattenbacher Taschenfeitel

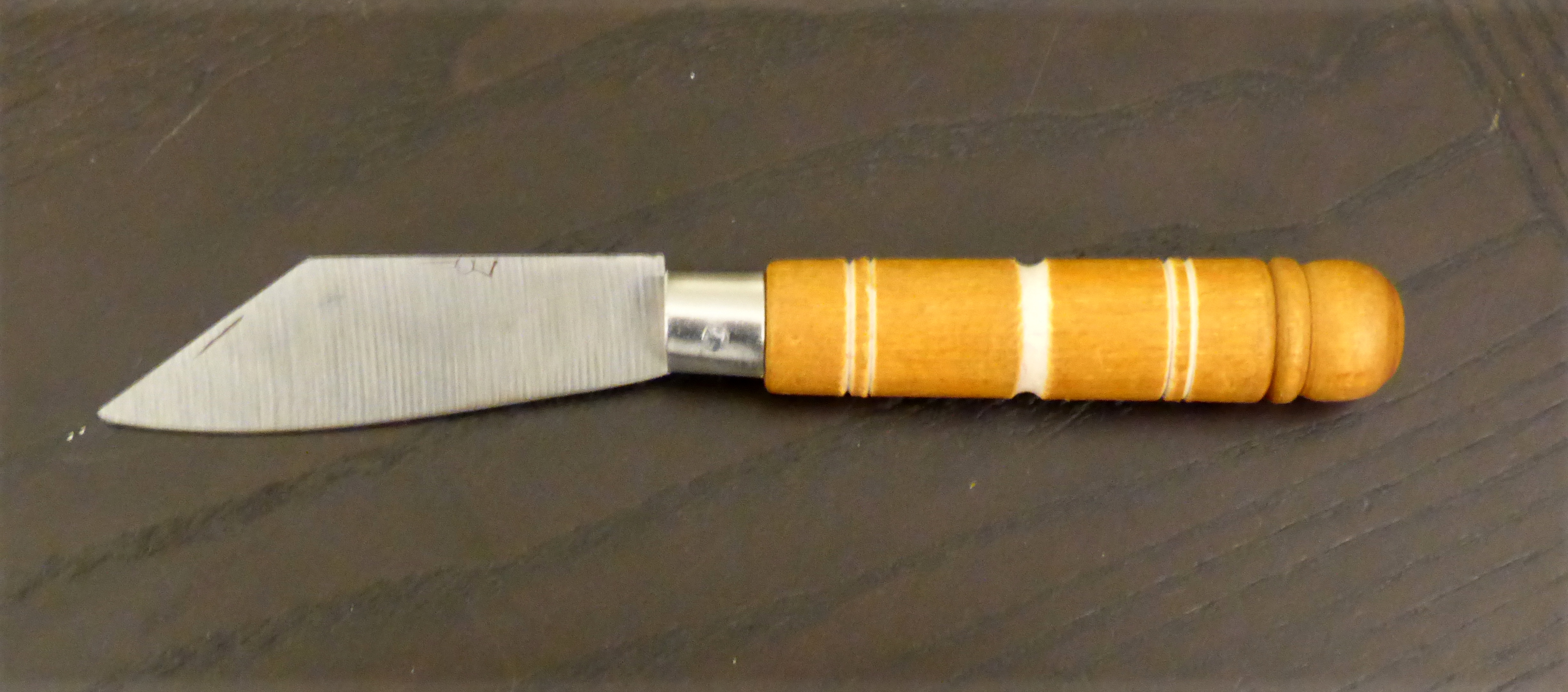
Taschenfeitel

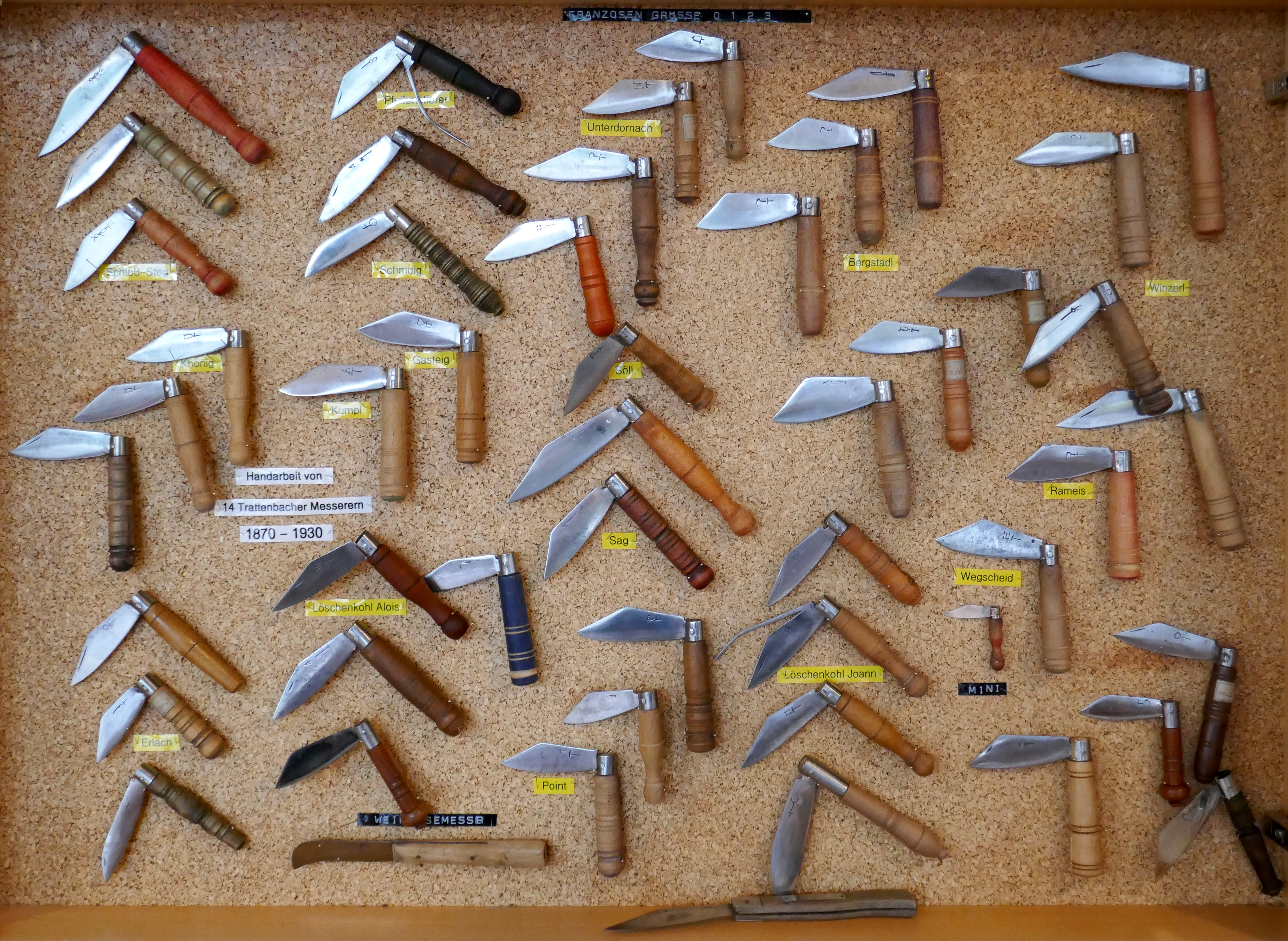
Feitel verschiedener Hersteller

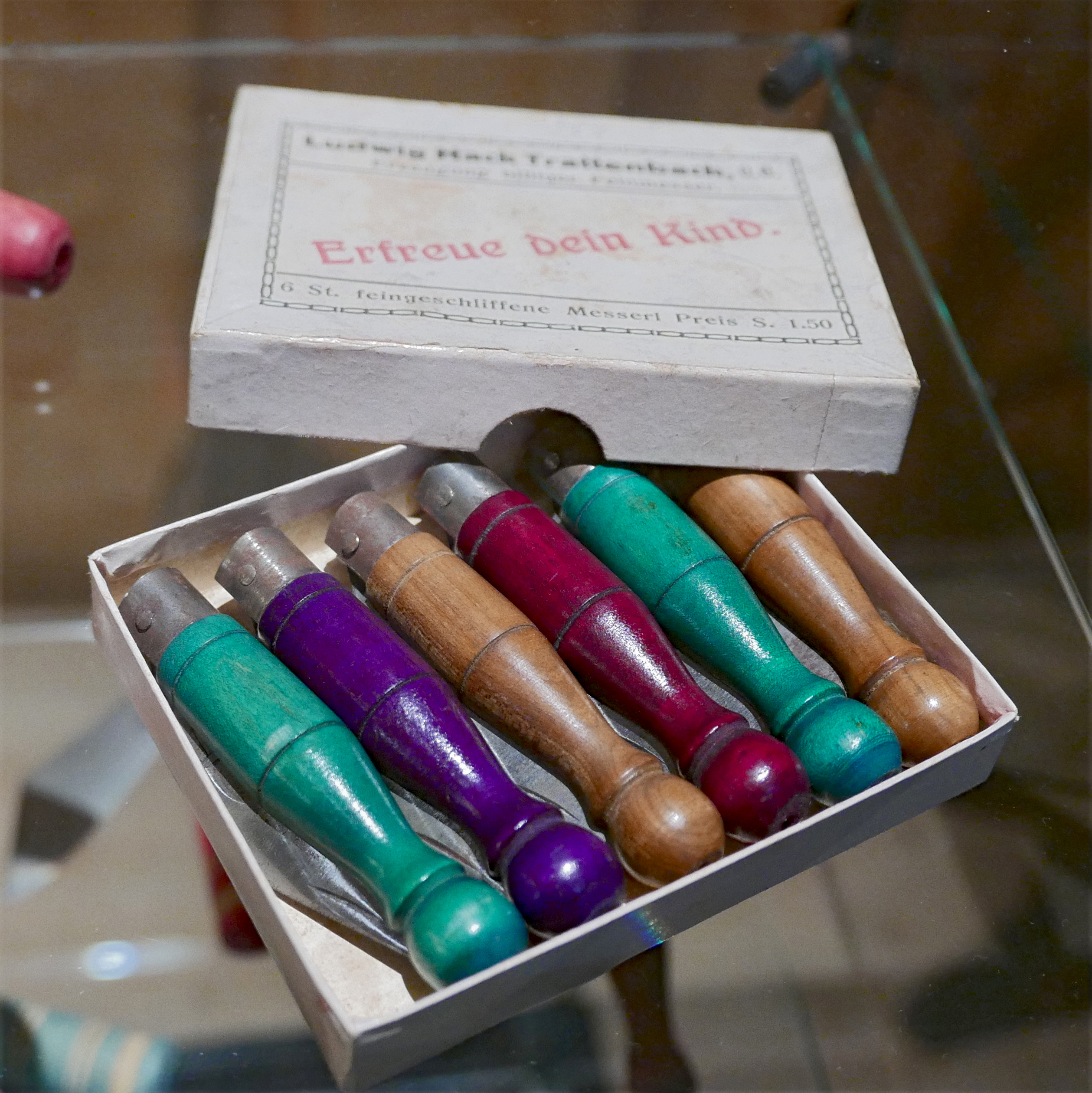
Kinderfeitel, lackiert

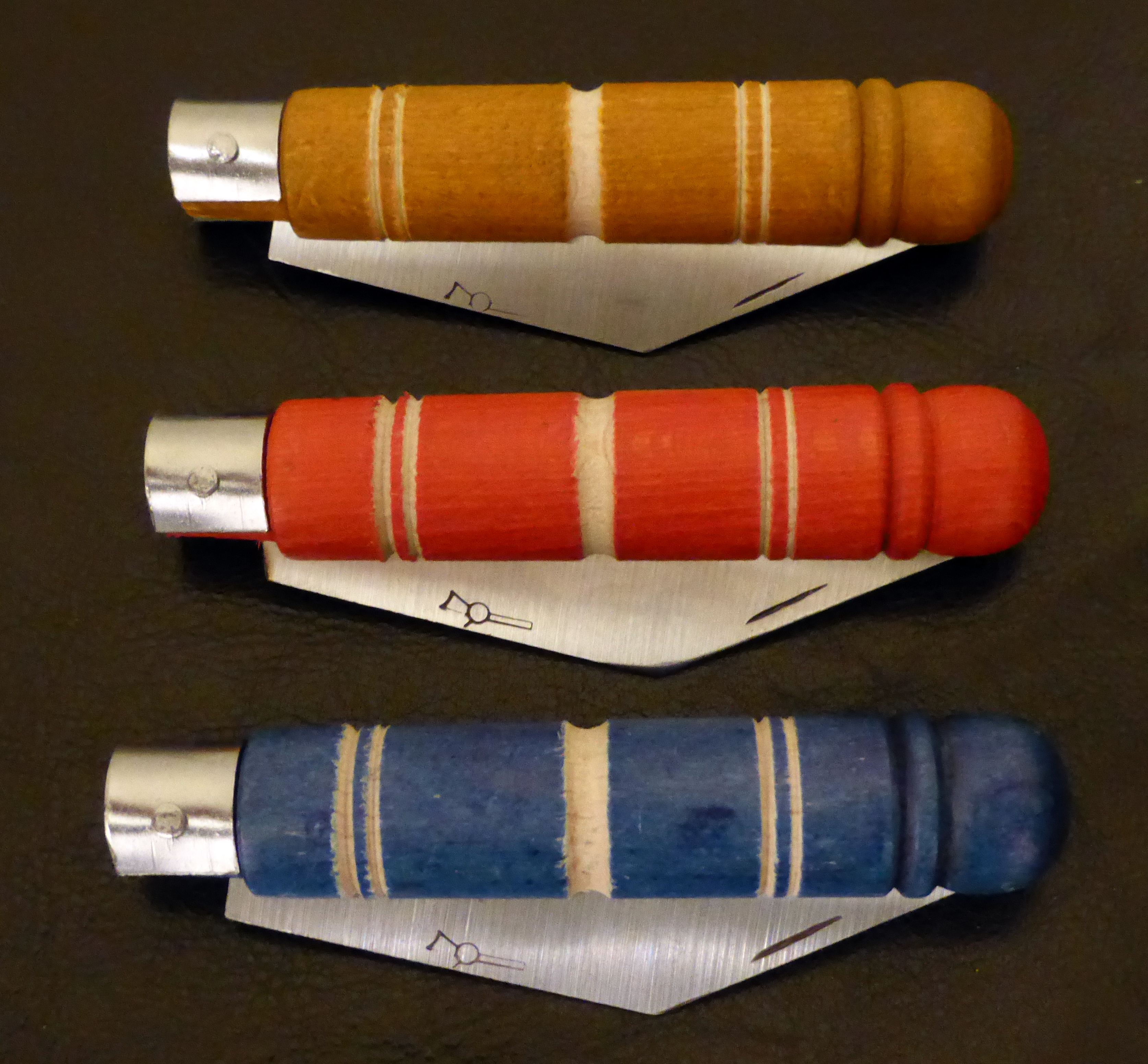
Taschenfeitel, verschiedenfärbig lasiert

Der Trattenbacher Taschenfeitel (auch (das) Trattenbacher Zauckerl genannt) ist ein österreichisches Taschenmesser mit jahrhundertealter Herstellertradition.
Herstellungsort ist das Trattenbachtal, heute zugehörig zur Gemeinde Ternberg in Oberösterreich.
Das aufgeklappte Messer ist im Ortswappen Ternbergs dargestellt.

## Geschichte
Bereits im Mittelalter wurden im Trattenbachtal mit seinem wegen des großen Gefälles zur Energiegewinnung sehr gut geeigneten Trattenbach Metallwerkstätten und insbesondere Messerschmieden eingerichtet.
Die erste urkundliche Erwähnung der Messererzeugung datiert 1422. Ab dem 16. Jahrhundert wurden die ersten zusammenfaltbaren Taschenmesser produziert.
Die Tatsache, dass diese Messer aus Scharsachstahl hergestellt wurden, ist besonders bemerkenswert, da dieser Stahl damals größtenteils der Waffen- und Sensenherstellung vorbehalten war.
Zu Beginn der Produktion der Scharsachmesser existierte nur eine gemeinsame Messererzunft für Steinbacher und Trattenbacher Messerer, aufgrund von Rivalitäten erfolgte jedoch 1680 die Gründung einer eigenen Trattenbacher Innung, die 1682 von Kaiser Leopold I. gebilligt wurde. Das Innungszeichen zeigt drei verschiedene Klingen, die damals bei der Meisterprüfung von jedem Kandidaten produziert werden mussten.
Die Umstellung auf maschinelle Fertigung zu Beginn des 19. Jahrhunderts brachte auch das Ende der Zunft und die Gründung einer Genossenschaft mit sich.
Das 20. Jahrhundert läutete den Niedergang der Feitelmacher ein, die Weltwirtschaftskrise zwang den Großteil der Familienbetriebe zum Aufgeben der Herstellung. Nach dem Ende des Zweiten Weltkrieges existierten nur noch sechs Werkstätten im Tal.
Abgesehen von der Museumswerkstätte der Manufaktur Löschenkohl gibt es heute nur noch den Hersteller Hack Stainless, der neben den Taschenfeiteln auch Spezialmesser aller Art – wie Ess- und Jausenbesteck, Jagdmesser sowie Küchen- und Gewerbemesser – herstellt, die weltweit exportiert werden.

## Herstellung
Der Feitel selbst besteht aus vier Komponenten: der Klinge, dem Griff (Heft), einem Metalldorn und einer den Griff umfassenden Metallplatte. Importiert wurde der benötigte Stahl über die Eisenstraße.
Das Messer selbst wurde ursprünglich geschmiedet, gehärtet, geschliffen und poliert, um die geeigneten Arbeitsqualitäten zu erreichen. Die Klinge ist jedoch nicht fixierbar.
Da alle (gesamt 38) Arbeitsschritte in einer Werkstatt durchgeführt werden konnten, war die Herstellung einfach zu handhaben und auch relativ preiswert. In der Blütezeit der Taschenfeitel gab es 16 Familien, die jeweils ihre eigene Produktionsstätte hatten.
Im Zeitalter der Industrialisierung begannen die Werkstätten verstärkt auf maschinelle Fertigung zurückzugreifen und konnten die Produktion somit vervielfachen und jährlich 8 Millionen Feitel in 45 verschiedenen Sorten herstellen. Während die Klingen früher mit der Hand geschmiedet wurden, werden die Klingen heute aus Bandstahl herausgestanzt.
Nach dem Ende der Blütezeit Anfang des 20. Jahrhunderts wurde die Produktion aufgrund der Weltwirtschaftskrise zeitweise komplett eingestellt. Nach dem Niedergang der ortsansässigen Industrie konnte sich das Dorf allerdings in jüngster Zeit zu einer durchaus erfolgreichen Museumsstätte entwickeln. In einer Schauwerkstatt in der Drechslerei am Erlach wird Besuchern die Möglichkeit gegeben, einen eigenen Taschenfeitel zusammenzusetzen.

## Marketing und Verkauf

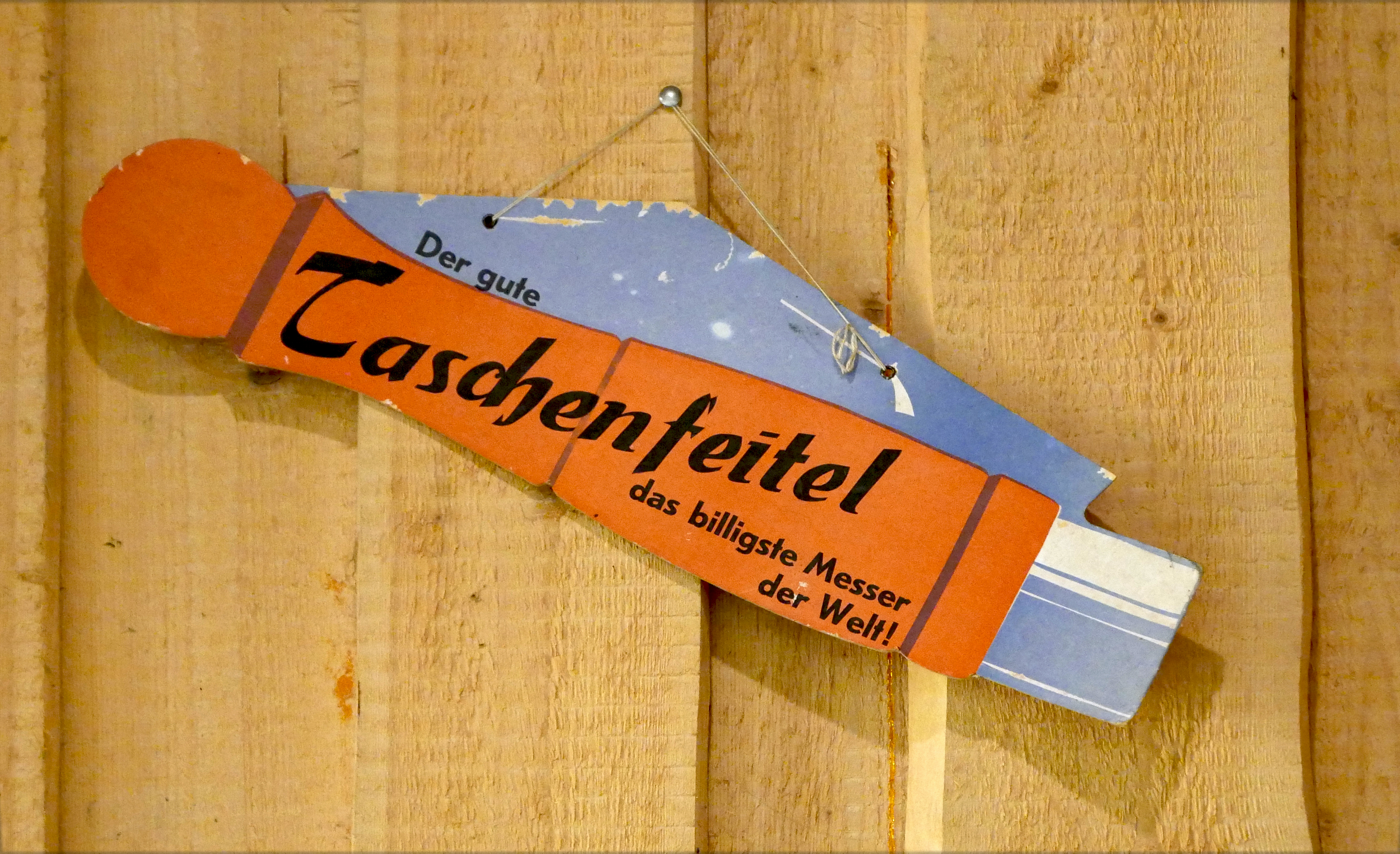
Altes Werbeschild für Taschenfeitel im Museum in der Wegscheid

Bis zum Beginn der Industrialisierung war das Trattenbacher Taschenmesser konkurrenzlos, da es sich durch gute Qualität und einem günstigen Preis auszeichnete. Der große Erfolg des Produktes brachte der gesamten Region ökonomische Vorteile. Exportiert wurde entlang der Eisenstraße nach Steyr, von wo aus die Messer vor allem über Venedig weltweit exportiert wurden. Die Messer wurden in ganz Europa, nach Afrika, in den Nahen und Mittleren Osten, nach Asien sowie Nordamerika verkauft. In der Blütezeit der Messerherstellung wurden bis zu 18 Millionen Taschenfeitel im Jahr produziert.
Um die aus verschiedener Produktion stammenden Feitel unterscheiden zu können, hatte jede Familie einen eigenen Prägestempel, der auf der Messerklinge angebracht wurde.
Zu Beginn des Industriezeitalters setzte die verstärkte Konkurrenz aus dem Ausland die Feitelmacher unter Druck, als Reaktion wurden viele weitere Klappmesser-Varianten geschaffen: Kinder- und Frauenmesser, Gemüsemesser, Winzer-, Rosen-, Bergstadler Feitel, Knicker sowie preußische, ungarische und französische Messer.
Heute werden neben den traditionellen Feiteln auch Miniaturausführungen als Schlüsselanhänger, Taschenfeitel als Werbeträger mit Gravuren auf der Klinge oder Aufdruck auf dem Heft und regionale Souvenirs sowie handgeschmiedete Unikate mit Hirschhorngriffen angeboten.
Als Erinnerung an die Tradition der Feitelmacher wurde 1985 an der Mündung des Trattenbachs in die Enns der Weltgrößte Taschenfeitel aufgestellt.

## Messerln

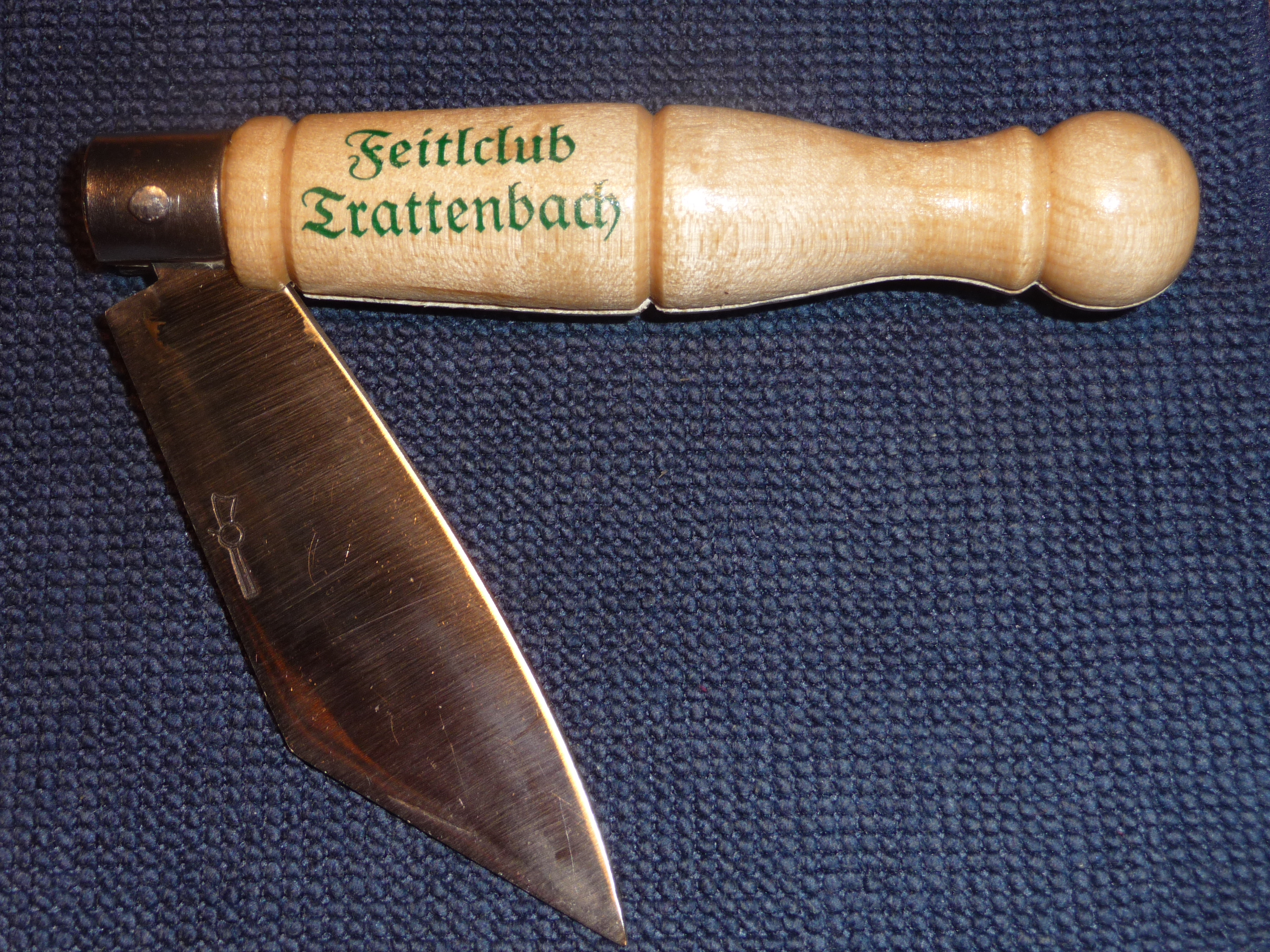
Zauckerl des Feitlclubs Trattenbach

Mit den Trattenbacher Feiteln wird seit Jahrhunderten ein Geschicklichkeitsspiel, das Messerln gespielt. Beim Messerln treten zwei Spieler gegeneinander an, wobei ein halbgeöffneter Feitel aus einer Höhe von etwa einem halben Meter auf eine Holzbank oder Holzbrett fallengelassen wird. Gültig ist ein Wurf nur dann, wenn das Messer mit der Spitze im Holz stecken bleibt. Punkte werden entsprechend den Schwierigkeitsgraden des Wurfs, verschiedene Vorwärts- oder Rückwärtsumdrehungen in der Flugphase, vergeben. Die Tradition des Messerln-Spiels wird heute in ca. 30 Feitelklubs, die hauptsächlich in Ober- und Niederösterreich sowie in Salzburg existieren, gepflegt. Die Feitlklubs begrüßen sich traditionell mit dem Gruß „Feitel auf“, bei Treffen der Vereinsmitglieder besteht die Pflicht, den eigenen Taschenfeitel bei sich zu führen.

## Immaterielles Kulturerbe

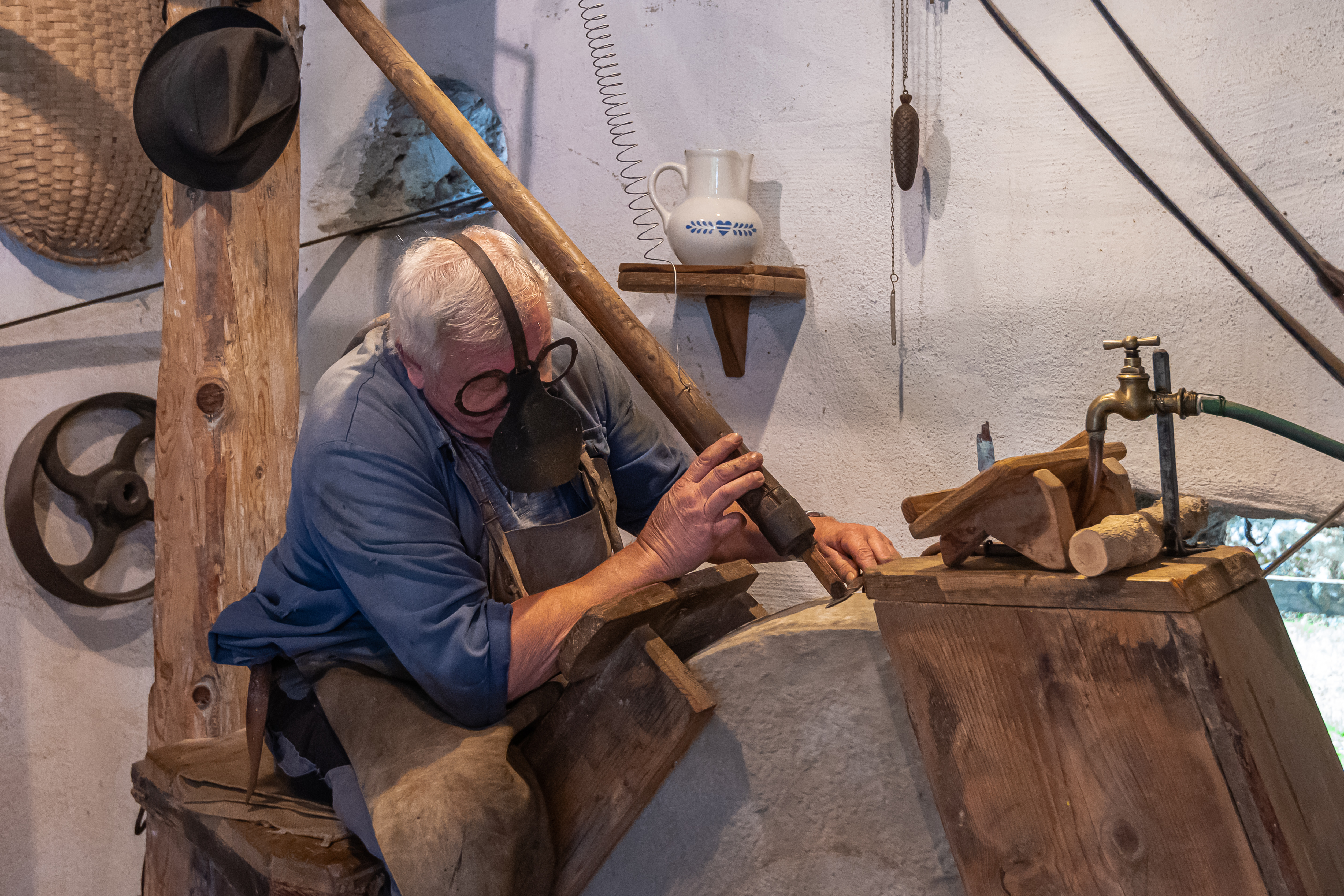
Klingen-Schleiferei

Um die jahrhundertealte traditionelle Fertigung des Taschenfeitels auch in Zukunft zu bewahren, wurde vom Kulturverein Heimatpflege Ternberg – Trattenbach initiiert, die Trattenbacher Taschenfeitel-Erzeugung in das von der UNESCO geführte Verzeichnis des Immateriellen Kulturerbes in Österreich aufzunehmen. Im Bewerbungsprozess wurde die jahrhundertealte Tradition der Erzeugung dargestellt. Besonderes Herausstellungsmerkmal für die Bewerbung war die seit Jahrhunderten nahezu unveränderte Bauform des einfachen und in der Bevölkerung weit verbreiteten Messers, die noch vorhandenen originalen Werkstätten sowie die Verwurzelung des Taschenfeitels im Brauchtum der Region. Zentrales Element für Vermittlung der alten Handwerkstechnik zur Herstellung der Messer ist das Museumsdorf Trattenbach.
Am 23. September 2015 wurde die Herstellung des Taschenfeitels als Immaterielles Kulturerbe ausgezeichnet.

## Filme
- Herstellung von Taschenfeiteln. Aufgenommen 1966 bei den Messererzeugern Bruno Löschenkohl und Josef Rameis in Trattenbach/Oberösterreich. Wissenschaftliche Leitung: Elfriede G. Lies, Kamera: Alfred Reich, Schnitt: Elinor Pavlowsek, Produktion: Bundesstaatliche Hauptstelle für Lichtbild und Bildungsfilm in Wien, Abteilung Wissenschaftlicher Film, Leiter: Dankwart G. Burkert (mediathek.at, Film aus der Sammlung des Bundesinstituts für den Wissenschaftlichen Film (ÖWF) im Onlinearchiv der Österreichischen Mediathek).